# Piper crassipedunculum
Piper crassipedunculum är en pepparväxtart som beskrevs av Truman George Yuncker. Piper crassipedunculum ingår i släktet Piper och familjen pepparväxter. Inga underarter finns listade i Catalogue of Life.